# Cantonul Châteldon
Cantonul Châteldon este un canton din arondismentul Thiers, departamentul Puy-de-Dôme, regiunea Auvergne, Franța.

## Comune
- Châteldon (reședință)
- Lachaux
- Noalhat
- Paslières
- Puy-Guillaume
- Ris